# シャイニング・フォース外伝II 邪神の覚醒
『シャイニング・フォース外伝II 邪神の覚醒』（シャイニング・フォースがいでんツー じゃしんのめざめ、Shining Force: The Sword of Hajya）は、1993年6月25日にセガ・エンタープライゼスがゲームギアで発売したシミュレーションRPG。シャイニング・シリーズの4作目であり、シリーズ上の時系列では3作目の『シャイニング・フォース外伝』から2年後の物語である。
プレイヤーは光の軍勢「シャイニング・フォース」を率い、各地を転戦して経験を積み、新たな仲間を加えながら闇の軍勢に立ち向かうことになる。
基本的なゲームの流れなどは前作より改良された部分もあるが、ほぼ同じ。主人公となるキャラには基本的にセリフがない。
キャラクターデザインは前作に引き続き梶山弘が担当。

## リリース
本作は1993年にゲームギア用ソフトとして発売され、その翌年の1994年には『シャイニングフォースCD』の一作品として移植された。2006年には『シャイニングフォース クロニクルII』という名前で本作のリメイクがモバイルで登場している。また、2013年11月6日にはニンテンドー3DS向けバーチャルコンソールにて配信された。

## ストーリー
紆余曲折の末、サイプレス王子ニックはガーディアナ軍と共に祖国に帰還し、戦乱の全ての元凶であったイ・オム国の手先ウォルドル打倒を果たした。しかし、絶命間際のウォルドルの呪いによって、ニックの右手は石と化してしまった。それから2年後、ニックはその呪いを解くべく、また真の元凶である邪神イ・オムを討つべく遠征軍を編成し出発する。そのとき、ニックは重傷を負い行き倒れていた一人の少年・シュウを見つけ、介抱の末見習い部隊に組み込む。
その後、シュウは遠征軍とは別の部隊である留守番部隊に組み込まれる。

## システム
本陣では部隊を編成できる。プレイヤーキャラクターは最大18人にもなるが、実際に戦闘に参加できるのは12人までである。そのため、すでに12人以上のキャラクターがいる場合、誰かを外さなければならない。
道具屋や武器屋ではアイテムが購入できる。また、捨ててしまった重要なアイテムは、「掘り出し物」に並ぶ。

### 戦闘

#### 戦闘の流れ
戦闘が始まると、各キャラクターは素早さのステータスが高い順に行動する。点滅しているマスの範囲内に移動でき、そこから武器や魔法の範囲に敵がいれば攻撃できる。戦闘シーンはプレイヤーと敵が斜めに向き合い、攻撃方法に応じたアニメーションで描かれる。
攻撃パターンには武器を用いた通常攻撃の他に、MPを消費する魔法もある。魔法はひとつの種類につき最大4レベル存在し、レベルが高いほど消費MPが大きくなるが、威力や効果範囲は向上する。
敵の種類は若干増えたものの、登場するものは前作とほぼ同じである。しかし、能力は全体的に前作より強化されており、特に魔法を多用する敵はHPが大幅に強化されている。そのため、難易度は前作より高い。
主人公が倒されるとゲームオーバーとなるが、主人公だけが使える「リターン」の魔法か、アイテムの「てんしのはね」を使うことにより、ペナルティなしで戦闘から離脱できる。再び戦闘を行った場合、敵はすべて戦闘前の状態に戻る。これを利用して経験値や資金を稼ぐ設定は本作でも健在。

#### 地形効果
キャラクターの位置する地形タイプに応じて地形効果が発生する。これは数値として、画面の左上にパーセンテージで表示される。
地形効果が高いほど敵から受けるダメージは緩和されるが、一般的に高い地形効果を持つ場所は山脈地帯や岩場、森林などの足場が悪い場所で、特定の職業のユニットがそれらの場所に侵入すると著しく移動範囲が狭くなる。
例外として飛行系のユニットは地形効果を受けないが、防御面の利点が受けられず、大きなダメージを受けるリスクを伴う。

### レベルと転職
経験値が100ポイントに達するとレベルが上がる。経験値は敵へダメージを与えた時、敵の撃破時、味方の回復時などに得られ、攻撃時の獲得経験値は敵とのレベル差で大きく変動する。そのため、味方のレベルが高いと得られる経験値は少なくなり、差が極端に大きい場合は1ポイントにまで減少する。
レベルが10を超えると、教会で上級職に転職できる。転職できる職業は、転職前の職業によって1つに決まっている。転職するとレベルが1に戻るが、前作とは違いステータスは低下しない。レベルアップによるステータスの成長が早くなり、強力な武器を装備することもできるようになる。

### 装備
装備品は「剣」「斧」「ランス」「スピア」「杖」「矢」「リング」の7種類に分類され、職業によって装備できる武器のタイプが決められている。「リング」は武器とは別に装備でき、ステータスを向上させる効果がある。武器による攻撃は基本的に単体攻撃である。
「杖」「剣」「斧」「ランス」は周囲4マス（前後左右）の敵のみを攻撃できる近接戦闘武器であり、後者になるほど攻撃性能が高くなる傾向にある。「スピア」は周囲8マスと縦横直線2マスの攻撃範囲を持つ。「矢」は周囲4マスを除き縦横直線2マス、周囲斜め1マスを基本攻撃範囲とし、上位の矢はより広範囲の敵を攻撃できる。
また、装備品の中には使用すると魔法の効果を持つものがあり、あまり酷使すると「ひび」や「けむり」といった異常が発生する。さらに使用を続けると消滅してしまうが、その前に武器屋で修理すれば、再び使用できるようになる。
装備品の中には呪われたアイテムが存在し、装備すると外せなくなり、ダメージを受けたり行動が制限されるなどのペナルティが課せられる。しかし、呪われたアイテムの多くは強力な効果を持つ。呪いは教会で解除できる。
持てるアイテムの上限は、現在装備している武器やリングを含めて4つまでである。たとえば、騎士などは遠距離攻撃もできるが威力の低いスピアと、近接戦闘のみだが威力の高いランスを装備でき、場面によって使い分ける戦い方ができる。しかしその場合、他に持てるアイテムは2個までに制限されることとなる。

### コマンドの選択方法
コマンドは十字キーの上、下、左、右に割り振られている。たとえば、戦闘時の移動後は上下左右に攻撃、待機、道具、魔法が表示され、魔法を選択した場合は覚えている魔法が表示され、レベルがあるものは更にレベル選択になる。

## 世界
『シャイニング・フォース』の世界は一般的な剣と魔法の中世西洋ファンタジーであるが、作品によっては古代文明の遺産であるロボット系モンスターなども登場する。
主に登場する種族は一般的な「人間」のほか、上半身が人間で下半身が馬の「ケンタウロス」、小柄な体格の「ホビット」、強い力を持つ「ドワーフ」、特異な耳の形をした「エルフ（ダークエルフ）」、犬のような鼻を持つ「キャントール」、全身が毛に覆われた犬獣人の「ウルフリング」と狐獣人の「フォックスリング」、卵から孵化する「魔法生物」、ドラゴン人間の「ドラゴニュート」、空を飛び人語も扱う「鳥人」、特殊な鎧に身を包んだ「アルマジロ」、滅亡の危機にある「神竜」、古代から存在する「ロボット」など。
敵ユニットとしては「ゴブリン」、「ゾンビ」、「ペガサスナイト（ケンタウロスに羽が生えた者）」、「ドラゴン」など一般的なファンタジー系モンスターが登場する。

## 職業
本作には種族とは別に多数の職業が登場する。左は初期、右は転職後の職業名。
「剣士」→「勇者」
主人公の職業。すべてにおいて平均したステータスを持つ。倒されるとパーティー全体の敗北となり、持ち金が半分になるペナルティと共に教会に戻される。町に戻る魔法「リターン」を唯一使うことができる。武器は剣のみを装備できる。
「騎士」→「パラディン」
ケンタウロス専用の職業。武器は近接戦闘のみの「ランス」と遠距離も攻撃できる「スピア」の2種類を使うことができる。攻撃・防御のバランスが良く移動力も高いが、移動力が森・山脈・瓦礫などでは大きく落ちるのが難点。
「戦士」→「ウォリアー」
近接系の武器を使う、主にドワーフ系キャラクターの職業。移動力は高くないが、足場が悪い場所でも大きく低下しない。防御力に秀でるが、体力はそれほど多くなく、素早さが低い。これらのため、物理攻撃に強いが魔法攻撃に弱い。斧も使っての戦いが主体で、魔法は一切習得できない。
「魔術師」→「ウィザード」
魔法を主とした攻撃をする職業。使える魔法はキャラクターによって異なるが、基本的に1種類以上の攻撃呪文にステータス異常をもたらす魔法を覚える者もいる。武器に杖を装備できる。魔法は外れることなく防御力に関係なくダメージを与えることができ、広範囲に攻撃できるものもある。しかし、MPが尽きると戦力が大幅に低下することと、防御力が低いことが欠点である。
「僧侶」→「司祭」
回復魔法を扱うことができる。また、味方のステータスを一時的に上昇させる魔法やステータス異常を回復させる魔法を覚えることもある。魔導士よりは若干攻撃力・防御力があるが、戦士や騎士には大きく及ばない。
「アーチャー」→「スナイパー」
弓を使った遠距離攻撃を得意とする職業。弓はスピアとは違い隣接した敵を攻撃できないが、上位の武器を手に入れることで攻撃範囲が広がる。魔法と違い、MPを消費せずに遠くの敵を攻撃できる。
「レンジャー」→「ボウナイト」
本作ではグラハムのみの職業。弓系の武器を使う騎士で、攻撃はアーチャーと同じだが機動力は騎士と同様。
「鳥人」→「バードラー」
飛行ユニット。壁以外の地形なら高い山でも影響なく進軍でき、移動力自体も高い。反面防御力と体力がかなり低く、地形による防御補正も得られない。剣系の武器を装備でき、素早さを中心に成長していく。
「モンク」→「マスターモンク」
僧侶よりも高い攻撃・防御力を持ち、回復魔法も使うことができるが、MPが少ない。武器はグローブ系を装備可。
「獣人」→「ベルセルク」
テディ専用の職業。攻撃力と森林地帯での移動能力に優れている。武器は装備できないが、攻撃力・防御力ともに高く、その分アイテムを多く所持できるというメリットがある。
「サムライ」
ムサシ専用の職業。移動力は高くないが、攻撃力・防御力は高い。使用可能な武器はサムライ専用の「菊一文字」のみ。
「シノビ」
ハンゾウ専用の職業。移動力は高くないが、高い山以外の地形に左右されずに移動が可能。攻撃魔法に相当する特殊技「忍術」が使用できる点が最大の特徴。

## 登場人物

### サイプレス留守番部隊
シュウ
主人公。そのため、前作と同じく基本的にセリフは無い。ゲームギア版では名前変更可能だったが、モバイル版では固定となる。職業は剣士→勇者。種族は人間。深手を負ってサイプレス城付近で行き倒れていたところをナターシャ達に助けられた剣士で、見習い部隊の一員となる。その後留守番部隊に所属していたが、イ・オム国の襲撃部隊による破邪の剣略奪によって、イ・オム国への旅立ちを余儀なくされる。口数は少なく真面目な性格だが、物語を進めていくとかなり頑固な一面も見えてくる。
ナターシャ
ニックの従姉妹で、彼を深く尊敬している。また、サイプレス王家傍流の出身でもある。留守番部隊の人員不足から、補欠要員として所属している。職業は魔術師→ウィザード。種族は人間。初期メンバー。中盤のあるイベントで主人公と一時別れてしまうためか、主人公以外でリターンの魔法が最初から使える異色キャラ。見かけによらずお転婆で気が強い性格でシュウと仲良くなる。一時期はリーダー役も務める。名実共に本作のヒロイン。
クレイド
代々サイプレスに仕える名門の出。職業は騎士→パラディン。種族はケンタウロス。初期メンバー。まだ新兵であり、城の警備を主に務めている。軽薄で不真面目なところがあり、隙あらば同僚のアーロン、ビルと3人で仕事をさぼって雑談している。3人組のリーダー格。
名門の出だけあって実力は確かだが、防御面にはいささか難がある。また、同族で幼馴染のアンジェラにも頭が上がらない。
アーロン
サイプレスの新米戦士。クレイドら3人組の一人。職業は戦士→ウォリアー。種族はドワーフ。初期メンバー。留守番部隊の中では運動が不得意だが、（本人は自覚していないが）戦士としての実力は確か。
ビル
サイプレスの新米兵士。クレイドら3人組の一人。職業はモンク→マスターモンク。種族は巨人。初期メンバー。やや暢気で小心なところがあるが、攻撃面の成長率は高く、終盤のエース級の仲間にすら匹敵するほどに育つ。
アンジェラ
サイプレス名門の出で、クレイドの幼馴染。職業は騎士→パラディン。種族はケンタウロス。初期メンバー。防御面の成長にも優れる優秀な少女騎士。
メイフェア
前作『シャイニング・フォース 神々の遺産』でも登場した故サイプレス大神官の娘。種族は人間。本作では軍師として留守番部隊に同行する。セリフも前作より圧倒的に増えた。
前作では視力を失っていたが、本作では詳しい経緯は不明だが回復している模様。
外見に似合わぬアグレッシブな性格。

### サイプレスの領民たち
セイン
サイプレス領ティムス町の住人。職業は僧侶→司祭。種族はホビット。町の人々をイ・オム軍に人質に取られていたため、当初はシュウたちにイ・オム軍の情報を話そうとしなかったが、メイフェアの説得によって協力を決意、仲間入りする。回復専門のキャラだが、攻撃力もそれなりにある。
グラハム
サイプレス領ティムス町の住人。職業はレンジャー→ボウナイト。種族はケンタウロス。イ・オム軍に町の人々を人質に取られていたため、やむなく破邪の剣略奪の片棒を担いでいた。しかしイ・オム軍に約束を破られ人質を殺されかけたことがきっかけで改心し、留守番部隊に参入する。

### サイプレス軍イ・オム遠征部隊
ニック
前作では主人公だった人物。職業は王子。種族は人間。本作では主人公ではないのでセリフがある。自らの石化の呪いを解く目的と全ての元凶であるイ・オム国を倒すべく遠征部隊を編成しテディらと共に出撃するが、アルカム砦前にてイ・オム軍の策略に破れ、捕らえられ生贄にされかける。後にシュウたちに窮地を救われ物語終盤で仲間入りする。前作よりいささか弱体化しているが、破邪の剣が唯一扱えるキーパーソン。
テディ
前作でも登場したサイプレスの王宮戦士。種族は獣人。職業はベルセルク。本作では遠征隊大隊を指揮。イ・オム国に捕らえられたニックを救うべく、シュウたちの留守番部隊に仲間入りする。武人だが、本作の軍師メイフェアよりも戦略において思慮深い一面も見せる。
サラ
遠征部隊の残存兵。種族はキャントール。職業は僧侶→司祭。エルミド国にあるポルトベリヨ港にて留守番部隊と落ち合う。イ・オム軍の策によってシュウたちが2つに引き離されてしまった際は、ナターシャの軍師を務めた。シュウたちと合流できた後は回復役として戦闘に参加する。セインより回復役としての能力に優れる反面、攻撃力は低めである。
ランドルフ
前作でも登場したサイプレスの王宮騎士長。種族はケンタウロス。職業はパラディン。ナターシャたちの部隊に加入する。本作では割と早めに登場するため、また部隊が一時的に2つに分断された直後のため、持ち前の能力と成長率が生かせる。何故か本作では話し口調がややフランクになっている。
バリー
前作でも登場したサイプレスのレジスタンス。種族は鳥人。職業はバードラー。本作ではサイプレス軍部隊長。ランドルフの依頼で分断されてしまったシュウの部隊に加入。本作唯一の飛行ユニット。

### エルミド国
チェスター
エルミド国の部隊長。職業はアーチャー→スナイパー。種族はエルフ。女性と見紛う外見だが男性である。曲がったことが嫌いで主君への忠誠心も厚い。主君であるエルミド王が謀殺され、さらに自国がイ・オム配下の魔導士ゴードンによって乗っ取られたことをきっかけに、シュウたちの留守番部隊に仲間入りする。
マリアン
エルミド国の王宮魔導士。職業は魔術師→ウィザード。種族はフォックスリング。国王に偽装していたイ・オムの魔導士ゴードンが化けの皮を剥がして逃走した際、王の仇討ちも兼ねて留守番部隊に参入する。ゴードン打倒後はポルトベリヨ港への道案内もしてくれる。
スパーク系が使えるため、終盤ではナターシャより有用な存在になる。
エルミド王
オープニングデモに登場。ワードラーたちに密かに攫われ、邪神への生贄として祭壇下の溶岩に落とされて死亡。この後、ゴードンが彼に成り済ます。生前、チェスターたちからは優しい国王として信望を得ていた。

### イ・オム軍
ワードラー
イ・オム王国国王。神に匹敵する力を得るためにイ・オム神を崇め、各地に尖兵を送り込んでは王族を攫い、イ・オム神の生贄にするという凶行を繰り返している。冷酷無比な男。狡猾さと慎重さも持ち合わせており、サイプレスの遠征に当たっては、隠し砦や溶岩洞窟など、あらゆる罠を張り巡らせて待ち受ける一方、ガーディアナに対しては、腹心の武将バーバラを送り込んで出撃を妨害している。また、ニックの主力部隊が遠征した隙を突いて、ゴードンに破邪の剣を略奪させたのも彼である。
しかし、それらの策略も空しく、シュウたち留守番部隊の活躍によって追い詰められていく。裏切り者のヒンデルと自らの肉体を生贄に邪神に化身するも、破邪の剣の前にあえなく敗れ去る。その後、他ならぬ邪神によって魔界へと連れ去られ死亡する。
高い攻撃力もさることながら、スパークLv3が非常に厄介。囮でおびき出し総攻撃で早期決着を図るか、回復役のフォローを付けた囮でスパークLV3を弾切れさせてから一気に攻撃するかしかないが、いずれにしても耐久力に優れた囮役が必須となる。
ヒンデル
ワードラーの腹心の一人。全身を黒い甲冑でおおった戦士だが、兜をはずした顔グラフィックも存在する。主人公シュウの兄。元々は孤児であったが、ワードラーに拾われ養育された過去を持つ。そのためワードラーには多大な恩義を感じていたが、同時に神になる為、各地の王族をイ・オムの生贄にする彼の非道を見過ごせず、弟をサイプレスに送り込んだことを皮切りに、陰ながらサイプレス軍に助言を与えるなどして、阻止しようとしていた。
後半、ワードラーに挙動を疑われるも、捕らえられたニックとは密かに連絡を取っており、終盤では、祭壇から彼を逃がそうとするが、あと一歩でワードラーらに目撃されてしまい、窮地に陥る。その後、シュウたちの助力によってニックの救出に成功するが、自身はワードラーによって生贄にされてしまう。
ゴードン
イ・オム王国の魔導士。ワードラーに、エルミド王国の支配と破邪の剣の略奪を命じられる。紆余曲折の末、ついに破邪の剣を手に入れるが、シュウたち留守番部隊に敗れ去り、剣も奪われてしまう。
ソロ
ワードラーの腹心の一人である老魔導士。策士として知られており、隠し砦の暗闇の結界や空中機雷デスバルーンなど、あらゆる罠を用意してサイプレス軍を苦しめる。
敗北すると、シュウを道連れにしようと襲い掛かるが、彼の顔を目にした瞬間、自軍の裏切り者の正体に気付いて大きな驚愕を受けたため、結局、何もできずにその場で絶命する。
バーバラ
ワードラーの腹心の一人。ダークエルフの女将軍。パワーファイターだが、ガーディアナ軍遠征の妨害工作や留守番部隊を古代の谷におびき寄せる作戦など、謀略にも積極的に加担、実行している。後半では、ワードラーの命により、同僚ヒンデルの挙動を監視する。高飛車な好戦家で、同僚のソロに対しても喧嘩を売ってくる。しかし、なぜかヒンデルとは事を構えたがらない。
最後はイ・オム神殿でシュウたちと戦うが敗死する。
デスウォルドル
前作のラストボス・ウォルドルが、ワードラーの力によって蘇ったもの。かつて命を奪われた恨みを晴らすべく、イ・オム神殿にてシュウ一行に襲い掛かる。
攻撃手段は、デーモンブレスの代わりにフリーズLv3になったが、相変わらずの強敵。アンデッドなので、敗北すると身体が溶解して消滅する。
イ・オム
国の名前にもなっている、イ・オム国で崇められる邪神。数多の生贄を糧にこの世に降臨する。しかし、ストーリー全体から察するに、実際に交戦するのはイ・オム本人ではなく、生贄の力で邪神のような姿になったワードラーだと思われる。
桁違いのHPもさることながら、シャイニングシリーズ恒例のデーモンブレスLv2を最大の攻撃とする。左右の触手もデーモンブレスLv1を使い、HPも高い。
ガメス
イ・オム国山中に建設された隠し砦付近の村を守る自警団の長。職業はウォリアー。種族はドワーフ。強面の外見とは裏腹に紳士的な人物。隠し砦の建造に携わっており、そのことからいずれワードラーに目につけられ人柱にされると判っていたため、ナターシャ一行が村近辺を徘徊するイ・オム兵を駆逐するやすぐさま寝返り、隠し砦攻略に力を貸す。主人公シュウを除けば、唯一イ・オム国出身の仲間である。

### その他のキャラ
ハンゾウ
前作『神々の遺産』にも登場した、ムサシを追う東国の忍者。職業はシノビ。種族は人間。アルカム砦のどこかに身を潜めている。捜し出せば修行を兼ねて仲間になる。魔法に似た忍術を操れるが、実戦で使えるようにするには最低でも17までレベルを上げる必要がある。下級職扱いなので、経験値は結構入るのだが、それでもそこまで目指すには、リターンを駆使するなど意図的な工夫が必要となる。
ムサシ
ハンゾウ同様、『神々の遺産』にも登場した東国出身の剣士で、イ・オムの悪行への憤慨から、イ・オム神殿に潜入している。職業はサムライ。種族は人間。

## 関連商品
テレビランドわんぱっくNo.144 ゲームギア ゲーム・ヒントブック
1994年8月25日に徳間書店より発売（雑誌 65596-89）。『魔導物語I 3つの魔導球』『魔導物語II 〜アルル16才〜』『シャイニング・フォース外伝 遠征・邪神の国へ』『シャイニング・フォース外伝II 邪神の覚醒』『なぞぷよ2』の全5タイトルをまとめた攻略本。